# Systellonotidea
Systellonotidea is een geslacht van wantsen uit de familie van de Miridae (Blindwantsen). Het geslacht werd voor het eerst wetenschappelijk beschreven door Bertil Robert Poppius in 1914.

## Soorten
Het genus bevat de volgende soorten:

- Systellonotidea malumfashi Linnavuori, 1996
- Systellonotidea numitor Linnavuori, 1996
- Systellonotidea triangulifer Poppius, 1914